# Manuel Lotter
Manuel „Manu“ Lotter je německý hudebník, který v současné době působí v italské powermetalové hudební skupině Rhapsody of Fire na postu bubeníka. Na bicí začal hrát, když byl dva roky starý, a v roce 2007 se připojil k tehdy nově založené skupině Farewell to Arms, se kterou nahrál jedno studiové album. Po odchodu Alexe Holzwarthe ze skupiny Rhapsody of Fire v roce 2016 byl vybrán jako jeho plnohodnotná náhrada. V Rhapsody of Fire působil do roku 2020.